# Vernon Reese
Vernon R. Reese (* 23. April 1910; † Januar 1995 in Baltimore, Maryland) war ein US-amerikanischer Fußballspieler und -funktionär. Im Jahre 1957 wurde er in der Kategorie „Funktionär“ in die National Soccer Hall of Fame aufgenommen.

## Leben und Karriere
Vernon Reese wurde am 23. April 1910 geboren und begann seine Karriere als Fußballspieler im Kindesalter, während des Ersten Weltkrieges. In noch jungen Jahren organisierte er im Jahre 1926 ein Fußballteam, das unter dem Namen Rinky Dinks auflief. Später spielte er in der Greater Baltimore Soccer League in der 13th Division, einer Liga, die aller Wahrscheinlichkeit nach in den frühen 1920ern entstanden war. Im Jahre 1929 spielte er unter anderem für den Baltimore Soccer Club, der auch als der früheste bekannte Verein gilt, der eine Baltimore-Liga gewann. Dabei trat das Team in der bereits erwähnten Greater Baltimore Soccer League in Erscheinung, wobei Vernon Reese seine Spielerkarriere im Jahre 1938 nach einer Knieverletzung beendete, nachdem er bis zu diesem Zeitpunkt ausschließlich für den Baltimore Soccer Club angetreten war. In weiterer Folge startete er noch im gleichen Jahr eine Soccer Clinic im Patterson Park im Südosten von Baltimore, die er bis 1982, und somit 44 Jahre lang, jeden Sonntag betrieb. Außerdem gründete er im Jahre 1958 die Fußballliga der Catholic Youth Organization, die selbst im Jahre 1930 durch Bischof Bernard James Sheil in Chicago entstand. Zu Beginn waren acht Mannschaften in dieser Liga; 1983 gehörten ihr bereits 160 verschiedene Teams an. Im Jahre 1957 wurde Reese in die Maryland Soccer Hall Of Fame aufgenommen; im gleichen Jahr, als er in der Kategorie „Funktionär“ auch in die National Soccer Hall of Fame aufgenommen wurde. Nach Millard Lang im Jahre 1950 und Alfredda Iglehart im Jahre 1951 war er die dritte Person aus Maryland, die in diese Ruhmeshalle aufgenommen wurde. Im Januar 1995 verstarb Vernon Reese, der als einer der größten Fußballlehrer der Region galt, im Alter von 84 Jahren in seiner Heimatstadt Baltimore.